# مد وجزر مجري

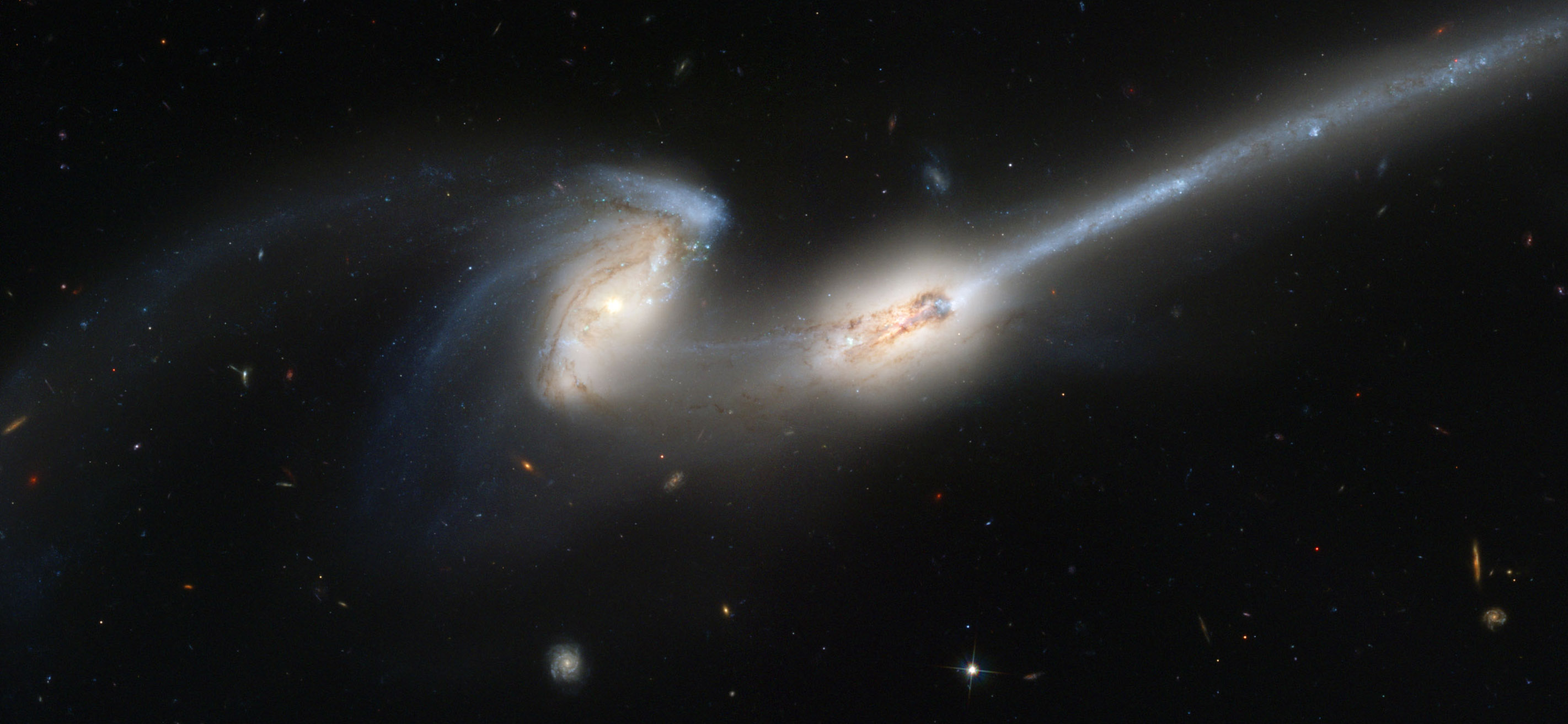
مجرتي الفئران أو NGC 4676.

مد وجزر المجرات في الفلك (بالإنجليزية: Galactic tide)‏ المد والجزر المجري هو قوة المد والجزر تحدث لأجرام تقع تحت تأثير جاذبية مجرة مثل مجرة درب التبانة. وتهمنا تلك الظواهر حيث نجدها عند مشاهدة تصادم المجرات واختلال مجرة قزمة أو مجرة تابعة مثل مجرة ماجلان الكبرى وسحابة ماجلان الصغرى اللتان تتأثران بجاذبية مجرتنا، وكذلك ما نفترض وجوده من تأثيرات لمجرة درب التبانة على سحابة أورط أو على المجموعة الشمسية.

## اصلها

عند اقترابة من جسم ذو كتلة كبيرة بسبب قوة المد والجزر.

عندما يقترب جسم (مثل الجسم الأزرق في الشكل) من مجال جاذبية كتلة كبيرة (الجسم الأصفر) فإنه يتأثر بقوى المد والجزر وينبعج.
ويتزايد التجاذب بالجاذبية كلما قصرت المسافة بين الجسمين وذلك طبقا لقانون الجذب العام لنيوتن. وهذا ينطبق أيضا على أجزاء من الجسم : فمثلا يصبح سطح الجسم أ أشد انجذابا إلى الجسم ب عن منطقة في وسط الجسم أ. ويتسبب ذلك في استطالة الجسم أ في اتجاه القوة المؤثرة (اتجاه مركز الجسم ب). كما يتأثر الجسم الكبير ب بانبعاج ولكن انبعاجه يكون أقل كثيرا عن الجسم الصغير حيث أن جاذبية الجسم الصغير الكتلة صغيرة. ومن وجهة نظر التوازن الميكانيكي يتغير شكل الجسم الصغير بحيث يصبح طاقة وضعه الناشئة عن الجاذبية أقل مايمكن.
ففي الفضاء قد يكون الجسم أ كرويا، وعندما يقترب من جسم ذو كتلة كبيرة فتكون أقل طاقة الوضع له عندما يتخذ شكل قطع ناقص وتستطيل في اتجاه الجسم المؤثر عليه.
ومثال على ذلك نجده في المد والجزر التي ينشأن على الأرض بسبب تأثير القمر وتأثير الشمس عليها. وفي تلك الحالة فإن دوران الأرض حول محورها بطيء بحيث يمكن للأرض تغيير شكلها تحافظ على أن تكون الاستطالة بالتقريب في اتجاه الشمس والقمر. ومن وجهة نظر شخص على سطح الأرض فهو يمر مرتين على خط الاستطالة كل يوم. وبسبب تغير وضعي القمر والشمس المستمرين بالنسبة للأرض فإن تأثيرات المد والجزر تختلف أيضا من وقت لآخر.
ويتبع المد والجزر في المجرات نفس المبدأ ولكن على مستوى كبير. وتستطيل مجرتان عندما تتزايد قوى المد والجزر بينهما. فقد تلتحمان باقتراب حوصلتيهما أو تحدث كل واحدة خلالا في مدارات وأذرعة الأخرى.
وإذا دارت مجرتان بسرعة حول بعضهما فيحدث أن بعض أجزائها لا تلاحقها وتستطيل في هيئة ذيول من النجوم ويمكن تكوّن فيها مناطقا مختلة، كما نراها في الصور.

## تصادم المجرات

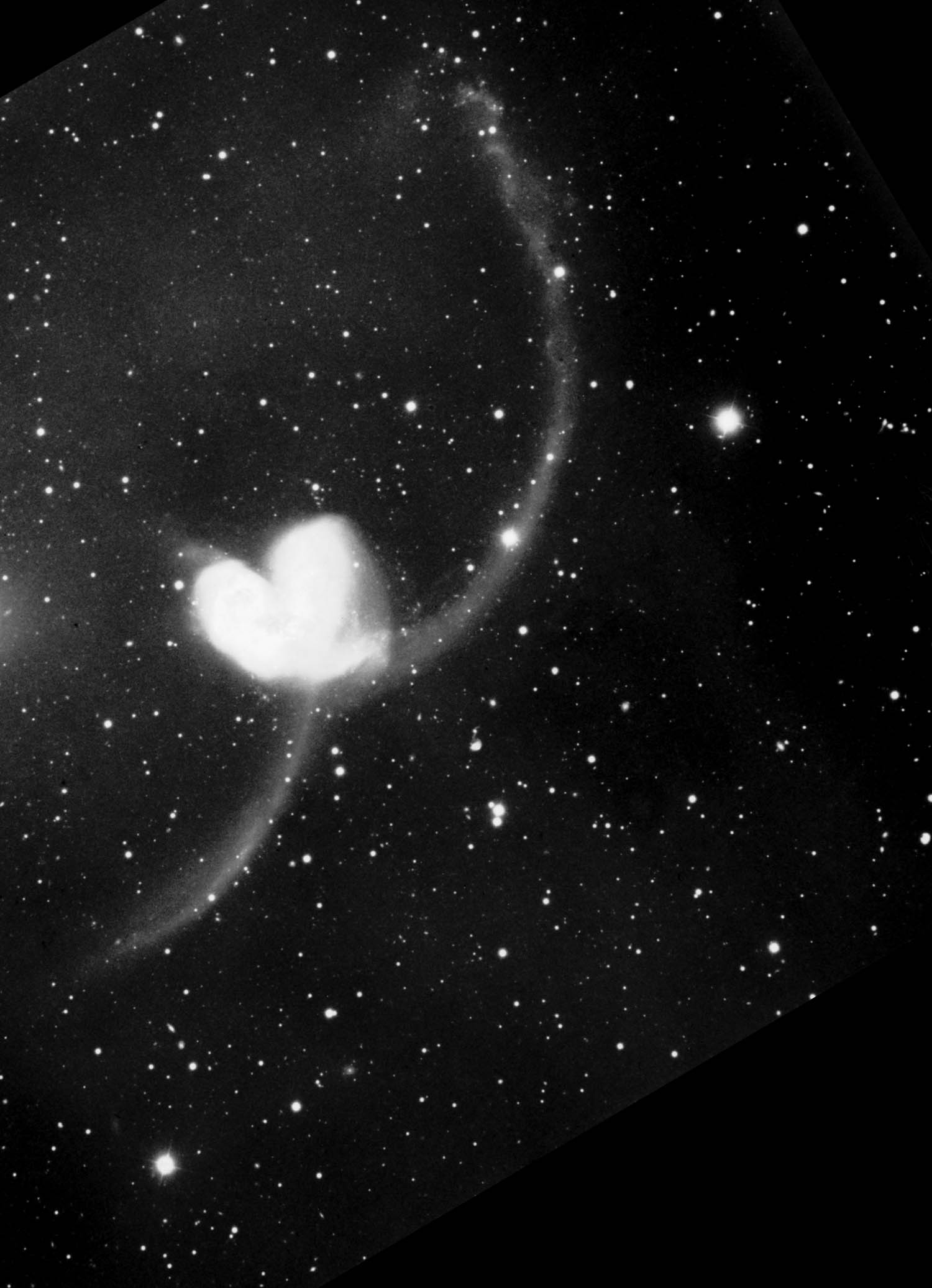
الذيلان الطويلان الناشئان عن تصادم مجرتي الهوائيات.

تعتمد قوى المد والجزر على تتدرج حجال الجاذبية وليس على شدتها ولذلك تكون تاثيرات المد والجزر عادة على المحيط المباشر لمجرة. ووعند تصادم مجرتين أو تعبران عن قرب من بعضهما فإنهما يقعان تحت قوي مد وجزر بالغة الكبر، ويظهر لنا ذلك أحيانا بطريقة مدهشة.
وعند اقتراب مجرتان من بعضهما فلا يعني ذلك في كل الأحزال أنهما تصتدمان رأسيا ـ وتعمل قوى المد والجزر على اختلال شكل كل مجرة على طول المحور المؤشر للمجرة الثانية وكذلك في عكس الاتجاه. وعند دوران المجرتين لمدة قصيرة حول بعضهما البعض فتنحاز المناطق المختلة بعيدا عن جسم كل مجرة وتستطيل بسبب قوي الاحتكاك الناشئة عن الدوران التفاضلي للمجرتين وتنساب في الفضاء مكونة «ذيل مدي». وتكون تلك الأذيال عادة مقوسة تقوسا شديدا، وغذا ظهر لنا الذيل مستقيما فغنما يكون ذلك بسبب زاوية رؤيتنا له.
وتنساب النجوم والغاز المكونة للذيل من قرص المجرة، إما لواحدة منهما أو لكلتاهما ،ولا يحدث ذلك للنجوم والغاز الموجودة في حوصلتي المجرتين التي تكون مرتبطة بقوى جاذبية كبيرة.
ومن أمثلة تصادم المجرات التي تكوّن ذيولا مدية نجد مجرتي الفئران ومجرتي الهوائيات.
وكما يؤثر القمر على ماء المحيطات ويحدث مدا على ناحيتين متضادتين على الأرض، كذلك تتسبب المد والجزر المجري في تكون ذراعين في المجرة القرينة. وبينما يتكون ذيلا طويلا إذا كانت المجرة الثانية أكبر كتلة عن الأولى.

## التأثيرات على التوابع

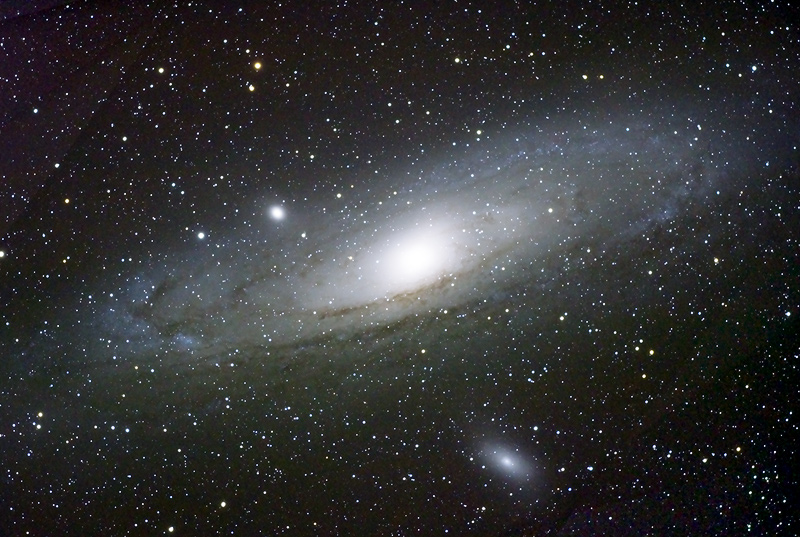
المرأة المسلسلة Andromeda والمجرة القزمة التابعة مسييه 32 (فوقها إلى اليسار) وقد انخلع منها أذرعها بسبب تأثير قوى المد والجزر من المرأة المسلسلة.

بسبب كون قوى المد والجزر أشد قوة عن قرب من المجرة فإن ذلك يؤثر بصفة أساسية على المجرات التوابع. وقد ينشأعن تلك التأثيرات تحركات داخلية في المجرة التابعة فتحدث فيها تغيرات يمكن رؤيتها.

كما يمكن ان تتعرض المجرات التابعة إلى نفس قوى المد والجزر التي تحدث عند تصادم مجرتين حيث تفقد النجوم والغاز الموجود على أطراف المجرة التابعة ارتباطها بها وقد تبتلع المجرة الرئيسية جزءا من تلك النجوم والغاز الشاردة.
ويبدو أن المجرة القزمة مسييه 32 التابعة لمجرة المرأة المسلسلة - التي تبعد عنا نحو 5 و2 مليون سنة ضوئية- قد فقدت أذرعتها بسبب خلعها بتأثير قوى المد والجزر. كذلك قد يكون المعدل العالي لتوالد النجوم في حوصلة المجرة القزمة نتيجة أيضا لتأثيرات المرأة المسلسلة علي ماتبقي فيها من سحابات جزيئية.
 (نظرا لأن تأثيرات الضغط التي تمارسها قوى المد والجزر على السحب الغازية داخل المجرة التابعة فهي تؤدي إلى نشاط عملية توالد نجوم جديدة في المجرة التابعة).
ويأمل العلماء من دراسة المادة المظلمة عن طريق دراسة تأثير مجرة كبيرة على مجرة قزمة تابعة، حيث قد تؤثر قوى جاذبية المجرة القزمة على أذيالها فتكسر تناظرها وعاملة على تسريع الأذيال في اتجاهات مختلفة. فيعتمد الشكل الناتج على كتلة المجرة القزمة ومدارها حول المجرة الرئيسية وكتلة وشكل مادة مظلمة الموجودة في هالة المجرة الرئيسة. وقد يساعد ذلك على دراسة المادة المظلمة في مجرتنا نفسها.

## تاثيرات داخل المجرة نفسها

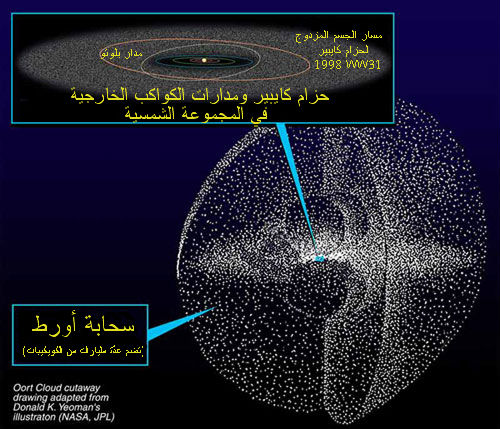
رسم توضيحي سحابة أورط. وهي تحيط بالمجموعة الشمسية وتمتد إلى بعد نحو 3 سنوات ضوئية.

تؤثر قوى المد والجزر أيضا داخل مجرة. وتزداد تلك التأثيرا بصفة خاصة في المناطق الخارجية لأنظمة مجموعات شمسية قد توجد فيها لأن جاذبية النجم تضعف في تلك المناطق. وفي مجموعتنا الشسية نجد تأثيرات المد والجزر للمجرة على سحابة أورط. ويعتقد أن بعض مكونات سحابة أورط تنخلع من أفلاكها تحت ذلك التأثير وتسقط إلى داخل المجموعة الشمسية في هيئة مذنبات وكويكبات.

## اقرأ أيضا
- نزع مديجزري
- مجرة الشرغوف
- حد روش
- مجرتي 1409
- مجرتي 1410
- ثابت الجاذبية
- يوهانز كبلر
- مجرتي الفئران
- مجرة حلزونية
- حوصلة مجرة
- ذراع حامل رأس الغول